# بسمة ماهر
بسمة ماهر (1989 -) هي ممثلة مصرية.

## حياتها ومسيرتها
شاركت منذ الصغر في المسرح المدرسي والمسرح الجامعي، تخرجت من كلية الآثار جامعة القاهرة، بدأت مشوارها الفني من خلال المشاركة في الإعلانات، وشاركت في العديد من المهرجانات المسرحية، ومن أبرز مسلسلاتها ولاد تسعة و برنامج عايز اتجوز.
تزوجت منذ عام 2018 من الفنان أحمد كشك، وتطلق سنة 2024، ورزقت منها بطفلة.

## أعمالها[4]
المداح ج4: أسطورة العودة
2024 - مسلسل
عيشة
المداح ج3: أسطورة العشق
2023 - مسلسل
عيشة
المداح ج2: أسطورة الوادي
2022 - مسلسل
عيشة
الحرير المخملي
2021 - مسلسل
المداح
2021 - مسلسل
عيشة
هجمة مرتدة
2021 - مسلسل
داليا
أهو ده اللي صار
2019 - مسلسل
فايقة
بدل الحدوتة تلاتة
2019 - مسلسل
سينما مصر
2019 - مسرحية
فاتن حمامة
كارمن
2019 - مسلسل
مها
ولاد تسعة
2017 - مسلسل
وفاء
الكتيبة ٤١٨
2015 - فيلم
مريم
سرايا عابدين ج2
2015 - مسلسل
عائشة
عايز أتجوز
2015 - برنامج
ابنة عبد الرحمن (تعدد أسمائها في الحلقات)
فيس أبوك
2014 - مسلسل
أتاتش
ليلي و المجهول
2014 - مسرحية